# Айдара, Амината
Амина́та Айдара́ (фр. Aminata Aidara; 20 мая 1984 г.) — итало-сенегальская журналистка и писательница. Пишет на французском и итальянском языках.

## Биография
Айдара родилась в 1984 году в семье итальянки и сенегальца. По этническому происхождению со стороны матери — сардинка, по отцу фульбе и мандинка.
Изучала французскую литературу и сравнительное литературоведение в рамках совместной программы Сорбонны и Туринского университета. Получила докторскую степень в 2016 году, защитив диссертацию о молодых французских писателях иностранного происхождения (Exister à bout de plume, la littérature des jeunes générations françaises issues de l’immigration au prisme de l’anthropologie littéraire). Во время работы над диссертацией в 2011 году она запустила проект Exister à bout de plume, в рамках которого был проведён литературный конкурс среди молодых писателей с иммигрантскими корнями. В результате были изданы произведения нескольких участников.
С 2009 года Айдара написала несколько рассказов на французском и итальянском языках. Её сборник 2014 года La ragazza dal cuore di carta (La Fille au cœur du papier на французском языке) был удостоен премии Premio Chiara inediti в 2014 году. Кроме того, она работала литературным критиком и журналисткой-интервьюером французского журнала Africultures. В 2018 году издание Éditions Gallimard опубликовало первый роман Айдары «Je suis quelqu’un» — историю с размышлениями о корнях семьи, разбросанной между Францией и Сенегалом.